# اوتس
اوتس (به آلمانی: Uetz) یک منطقهٔ مسکونی در آلمان است که در تانگرهوته واقع شده‌است. اوتس  ۱۸۸ نفر جمعیت دارد.